# Anse-d'Hainault
Anse-d'Ainault (en criollo haitiano Ansdeno) es una comuna de Haití, que está situada en el distrito de Anse-d'Hainault, del departamento de Grand'Anse.

## Secciones
Está formado por las secciones de:
- Grandoit (que abarca la villa de Anse-d'Hainault)
- Boudon
- Ilet à Pierre Joseph
- Mandou

## Demografía
| Gráfica de evolución demográfica de Anse-d'Hainaut entre 2009 y 2015 |
|                                                                      |

Los datos demográficos contemplados en este gráfico de la comuna de Anse-d'Hainault son estimaciones que se han cogido de 2009 a 2015 de la página del Instituto Haitiano de Estadística e Informática (IHSI). 